# Thekla von Gumpert

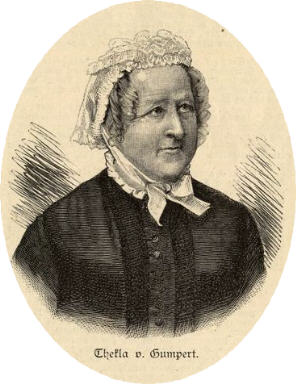
Thekla von Gumpert

Thekla Charlotte von Gumpert (verheiratete Thekla von Schober; * 28. Juni 1810 in Kalisch; † 1. April 1897 in Dresden) war eine deutsche Kinder- und Jugendschriftstellerin.

## Leben

### Herkunft

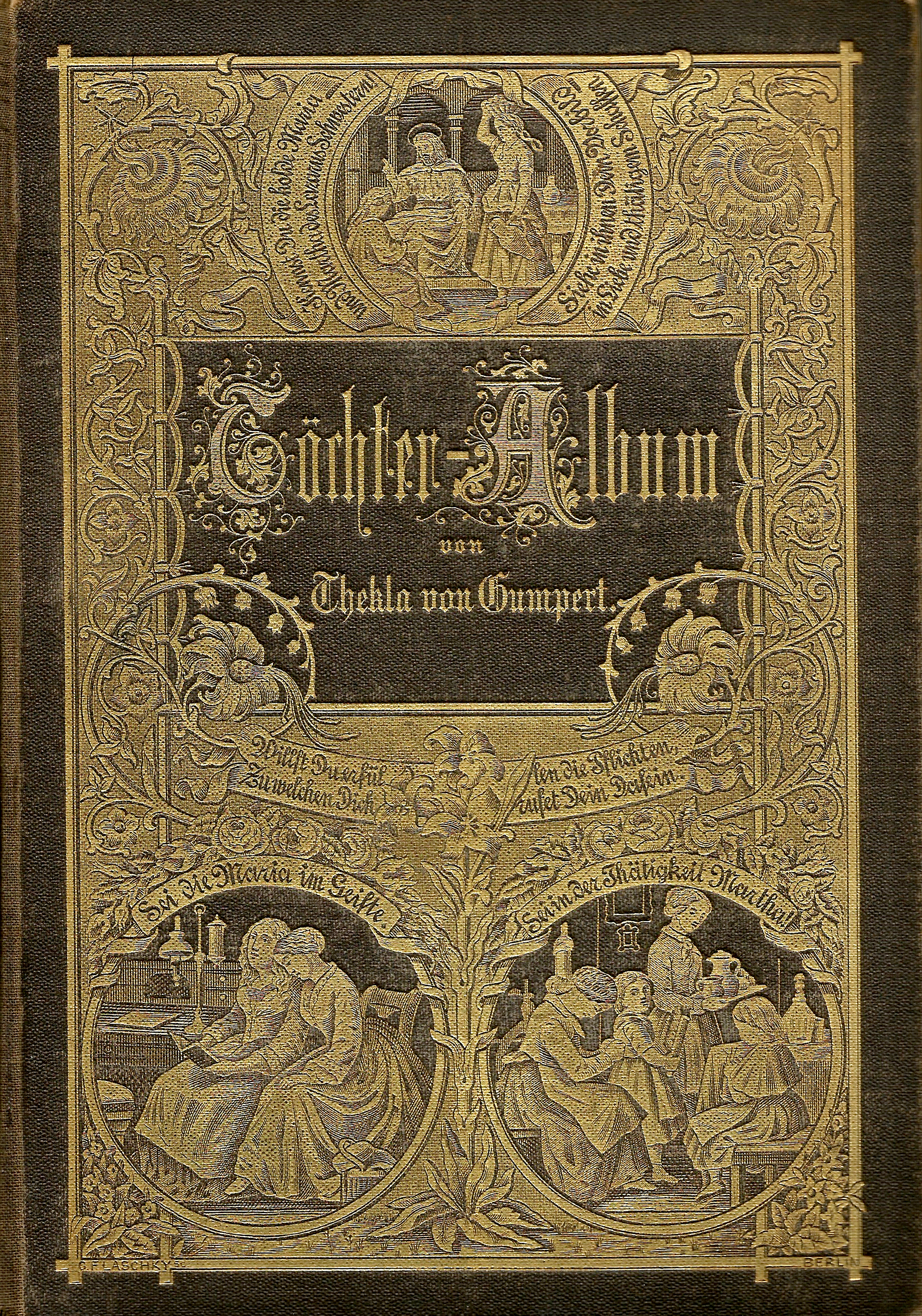
Töchter-Album 1885

Thekla von Gumpert wurde in Kalisch als drittes von fünf Kindern des Kreisphysikus Christian Gottlieb von Gumpert und seiner Ehefrau Henriette geb. von Eckartsberg und Weißtrupp geboren. Im Jahr 1815 wurde der Vater als Regierungs-Medizinalrat nach Posen versetzt und kam hier in engere Verbindung mit preußischen Regierungskreisen, insbesondere dem Statthalter Fürst Anton Radziwiłł. Thekla schloss eine enge Freundschaft mit seiner Tochter, der Prinzessin Wanda (1813–1846). Die ausgehenden Napoleonischen Kriege hatten ungeheures Elend über Europa verbreitet. Thekla wuchs in einer heilen Enklave auf, geprägt durch preußisches Denken und der gelebten Selbstverständlichkeit einer Standesgesellschaft, was ihr ganzes Leben prägen sollte.

### Hauslehrerin und Erzieherin
In ihrem 22. Lebensjahr starb ihr Vater. Sie lebte für einige Zeit auf dem Landgut der Familie, bis dieses verkauft werden musste. Danach fand sie Unterkunft bei einem Verwandten, Baron von Seydlitz und Kurtzbach. Hier widmete sich Thekla von Gumpert der Erziehung der Kinder und erkannte ihre innere Berufung zur Kindererzieherin. Schon vor dem Tod ihrer Freundin Fürstin Wanda Czartoryski, geb. Radziwill, übernahm sie 1845 die Erziehung von deren Kindern Aniela und Roman. In Ischl und Berlin erhielt sie die Unterstützung der Königin Elisabeth von Preußen, wie mehrere Briefe an den König belegen. Frau von Gumpert zog nach Dresden, wo sechs glückliche und erfüllte Jahre folgten, bis ihre Tätigkeit durch erneute Heirat des Fürsten Adam Konstanty Czartoryski mit Gräfin Elzbieta Działyńska aus Posen beendet wurde. Darauf zog sie zu ihrer Mutter nach Berlin.

### Jugendschriftstellerin und Fröbel-Anhängerin

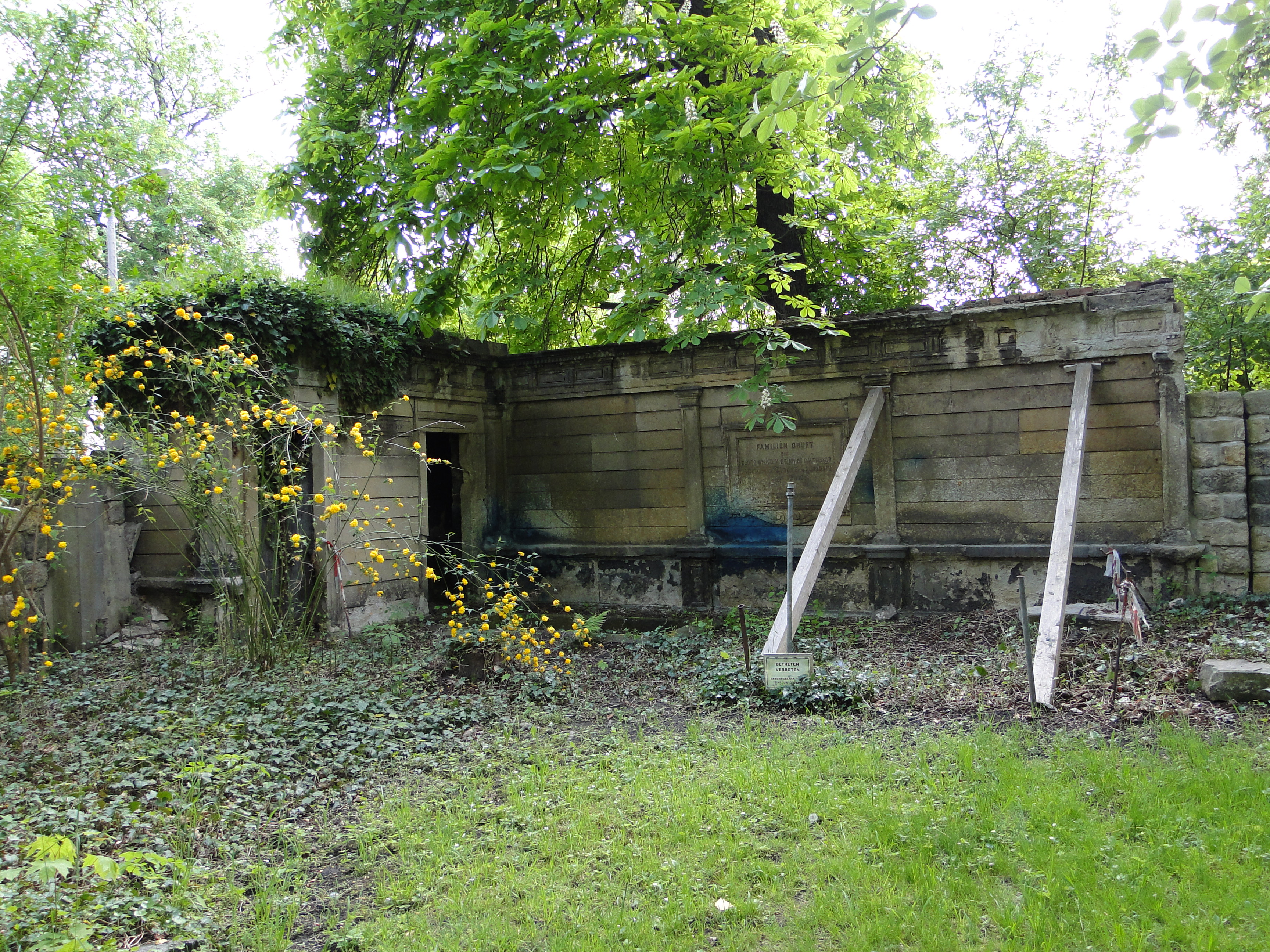
Grab von Thekla von Gumpert auf dem Alten Annenfriedhof in Dresden

Durch den weimarischen Legationsrat und Dichter Franz von Schober, ihren späteren Ehemann, den sie im Alter von 46 heiratete und von dem sie sich 1860 wieder trennte, fand sie den Mut, ihre erzieherischen und schriftstellerischen Fähigkeiten zu vereinen und den Weg als Jugendschriftstellerin zu beschreiten. Ihr erstes Werk Der kleine Vater und das Enkelkind brachten den gewünschten Erfolg. Für die nächsten Jahrzehnte traf sie den Geschmack der damaligen Gesellschaft und wurde zu einer der meistgelesenen und bekanntesten Jugend- und Kinderschriftstellerinnen ihrer Zeit.
Sie unternahm Reisen nach England und durch Deutschland, um Erziehungsanstalten kennenzulernen. Die Idee, eine eigene Erziehungsanstalt zu gründen, kam allerdings nicht zur Ausführung. Sie hielt Verbindung mit dem „Vater“ des Kindergartengedankens Friedrich Fröbel und propagierte seine Methode in ihrem Buch Für Deutsche Frauen. Als Fröbel bei der preußischen Regierung jedoch in Ungnade fiel – angeblich verbreiteten die Kindergärten sozialistische, liberale und atheistische Gesinnungen – distanzierte sie sich von ihm, lehnte eine Mitarbeit in seiner Zeitschrift ab und bezeichnete sich nur als seine Verehrerin und nicht Schülerin.
Ihr soziales Engagement war unverkennbar. So flossen die Einnahmen verschiedener Bücher mehreren Wohltätigkeitsorganisationen zu, unter anderem der Kinderbewahranstalt in Berlin, dem Gesellenherbergsverein, den Invaliden der sächsischen Armee, den Invaliden der Preußischen Armee und den die Victoria-National-Invalidenstiftungen.
Sie starb am 1. April 1897 im Alter von 86 Jahren in Dresden und wurde auf dem Alten Annenfriedhof beigesetzt. Lt. Sterbeurkunde StA Dresden II Nr. 792 verstarb sie am 2. April 1897.

## Leistungen
Preußische Ideale durchziehen ihr gesamtes Werk und erzogen mehrere Generationen von Kindern und Jugendlichen. Ihre Schaffenskraft war erstaunlich, die Anzahl der Bücher fast unüberschaubar. Das bekannteste Werk ist sicherlich ihr Töchteralbum, das ab 1855 jährlich als Periodikum erschien mit dem Untertitel: Unterhaltungen im häuslichen Kreise zur Bildung des Verstandes und des Gemüths der heranwachsenden weiblichen Jugend. Ab 1856 folgte ein weiteres Periodikum Herzblättchens Zeitvertreib. Unterhaltung für kleine Knaben und Mädchen zur Herzenbildung und Entwicklung der Begriffe.

## Zitate
Ihre Beweggründe beschreibt Thekla von Gumpert in einem Brief an Heinrich Schwerdt:
Der Zweck meiner schriftstellerischen Tätigkeit ist sich immer gleich geblieben, indem ich der Jugendliteratur nur dann Wert beilege, wenn sie nicht zur müßigen Unterhaltung, sondern als Erziehungsmittel benutzt wird, und zwar so, dass sie Verstand und Herz zu bilden und die Willenskraft anzuregen und zu leiten sucht. Darum lenke ich die Blicke der Kinder, und namentlich der Mädchen, auf verschiedene Lebensverhältnisse hin, um ihnen zu zeigen, dass der Mensch in allen Lagen glücklich sein und glücklich werden kann, dass aber nur gewissenhafte Pflichttreue im Kleinen und in Großen dieses Glück ihm sichert. Solche Pflichttreue gedeiht auf dem Boden eines frommen Glaubens. In ihrer Autobiografie schreibt sie:
Meine Eltern und Voreltern waren Preußen, und von Vater und Mutter ist mir das Bewußtsein in das Herz gelegt worden, daß der König von Preußen mein König sei; „in das Herz“ sagte ich, nicht bloß in das Gedächtnis.

## Auszeichnungen und Ehrungen
- 1889 Chefakat-Orden III. Klasse

## Werke
- Der kleine Vater und das Enkelkind, Duncker, Berlin 1843
- Die Badereise der Tante, Duncker, Berlin.
- Mein erstes weißes Haar, Duncker, Berlin.(Digitalisat)
- Robinsons's Enkelin, Duncker, Berlin 1844
- Erzählungen aus der Kinderwelt. 10 Bände. Hirt, Breslau 1847
  - 1. Der Bettelknabe oder Bete und arbeite.
  - 2. Poch! Poch! Poch! oder Klopfet an, so wird euch aufgethan.
  - 3. Der kleine Schuhmacher oder Wo Treue Wurzel schlägt, da macht Gottes Segen einen Baum daraus.
  - 4. Vier Wochen Ferien oder Arbeit ist Krieg gegen das Elend.
  - 5. Die Schloßmutter
  - 6. u. 7. Die kleinen Helden
  - 8.  Das stumme Kind
  - 9. Der Mann im Korbe
  - 10. Die Kinder des Auswanderers
- Töchteralbum, erschienen von 1855 bis 1930  (Band 1 bis 76),  davon Band 1 bis 43 von T.v.G.
- Herzblättchens Zeitvertreib, von 1856–1933 / 1950  (Band 1 bis 78) davon Band 1 bis 42 von T.v.G.

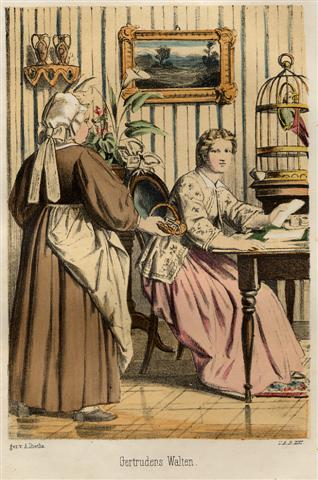
Aus Töchteralbum, Band 14

- Schloßpeterchen und Bäuerhänschen, Flemming, Glogau
- Mutter Anne und ihr Gretchen, Flemming, Glogau 1867
- Mutter Anne und ihr Hänschen, Flemming, Glogau 1886 2. Aufl.
- Die Herzblättchen, Flemming, Glogau ab 1855 3? Bände
- Nach der Schule, Flemming, Glogau 1879
- Ein Jahr Flemming, Glogau 1882 2. Aufl.
- Gott in der Natur. Hymnen für Kinder. Duncker, Berlin 1849.
- Aechte Perlen
- Grüß Gott
- Der alte Diener
- Mich dürstet
- Ann’ Rosel, Berlin 1855
- Der Heckpfenning Berlin 1855
- Der Herbergsvater
- Der alte Stelzfuß Dresden 1866
- Gott mit uns
- Aus der Gegenwart
- Der dritte August, Glogau 1870
- Erzählungen für meine jungen Freundinnen, Glogau ab 1876 2 Bd.
- Das Margarethenbuch, Braunschweig 1876 2. Aufl.
- Für die Kinderstube, Glogau ab 1879 2 Bd.
- Nächstenliebe und Vaterlandsliebe, Glogau 1882
- Backfische, Glogau 1883
- Aus dem Leben, Glogau 1890
- Das Konfirmationsjahr, Glogau 1891
- Das Vaterunser, Bielefeld 1897
- Der Adventsbaum, Bielefeld 1897 3. Auflage
- Unter fünf Königen und drei Kaisern, Flemming, Glogau 1891
- Autographen, Bremen 1893